# Pourquoi lire ?
 (février 2011).
Si vous disposez d'ouvrages ou d'articles de référence ou si vous connaissez des sites web de qualité traitant du thème abordé ici, merci de compléter l'article en donnant les références utiles à sa vérifiabilité et en les liant à la section « Notes et références ».

Pourquoi lire ? est un essai de l'écrivain français Charles Dantzig. Il a paru en 2010 chez Grasset, et en Livre de poche l'année suivante. 

## Résumé
Composé d'environ 70 chapitres, c'est une analyse de la lecture - d'une lecture particulière, la lecture de littérature. « La lecture de livres d'histoire, d'économie, de philosophie même, on comprend à quoi ça sert ; mais qu'est-ce qui fait que des êtres adultes et, mettons, sérieux, arrêtent leurs occupations pour lire des choses aussi extravagantes que des romans ou des poèmes ? »

## Réception critique
Grand succès critique et public, le livre a été classé parmi les vingt meilleurs livres de l'année 2010 par Le Point et été traduit dans de nombreux pays : Espagne, Allemagne, Corée du Sud, Ukraine, Chine… 
À l'occasion de sa publication, Charles Dantzig a reçu le grand prix Jean-Giono pour l'ensemble de son œuvre.

### Extraits
- « Le délectable manifeste de Charles Dantzig ressemble à ce qu'est le bréviaire aux croyants : un objet familier, fraternel, néanmoins indispensable. » (Nathalie Crom, Télérama)
- « Un délicieux portrait à sauts et à gambades, avec, toujours, ce ton Dantzig, ciselé, inspiré, féroce. » (Christophe Ono-dit-Biot, Le Point)
- « Dantzig est miroitant. Il est un esprit pointu doté d'une manière égotiste. Au bout des multiples points de vue de son approche, il rencontre le butoir imparable: la lecture est un combat contre la mort. » (Patrick Granville, Le Figaro littéraire)
- « Éblouissant d'érudition. » (Eric Neuhoff, Le Figaro Magazine)
- « Un ouvrage salubre, un gai traité qui nous remémore que nous sommes (encore) des vivants et non des survivants. » (Joseph Macé-Scaron, Marianne)
- « Charles Dantzig, l'homme livre. » (Thierry Gandillot, Les Echos)
- « C'est beau comme du Chateaubriand. » (Jacques Franck, La Libre Belgique)
- « Un essai rempli de lumineuses et provocantes réponses. Charles Dantzig est un littéraire radical. » (Chantal Guy, La Presse, Montréal)
- « Dantzig, un lecteur passionné dont la foi dans le livre a été révélée dans « Une librairie m'a sauvé la vie », fait ici une anthologie de formes et de raisons de lectures, nombreuses et originales, quelques-unes folles, d'autres arbitraires, toutes intéressantes. (...) Dantzig ne propose pas un livre de recettes mais un catalogue d'exemples qui, dans son rôle de lecteur particulier, offre comme modèle possible à ses congénères » (citation traduite) (Alberto Manuel, El País)